# 헤카톰베
헤카톰베(고대그리스어 ἑκατόμβη / hekatómbê)는 고대 그리스에서 제물로 소 100마리를 신에게 바치는 제사를 가리킨다. 헤카톰베는 특별한 종교 의식에서 그리스의 신 아폴론, 아테나 그리고 헤라에게 바쳐졌다.